# Aloe pustuligemma
Aloe pustuligemma ist eine Pflanzenart der Gattung der Aloen in der Unterfamilie der Affodillgewächse (Asphodeloideae). Das Artepitheton pustuligemma leitet sich von den lateinischen Worten pustula für ‚Pustel‘ sowie gemma für ‚Knospe‘ ab und verweist auf die pustelige Oberfläche der Blütenknospen.

## Beschreibung

### Vegetative Merkmale
Aloe pustuligemma wächst stammbildend und verzweigt von der Basis aus. Der anfangs aufrechte oder aufsteigende Stamm erreicht eine Länge von bis zu etwa 40 Zentimeter, wird dann mit der Zeit niederliegend und bis zu 150 Zentimeter lang. Die auf 30 bis 40 Zentimeter unterhalb der Stammspitze ausdauernden lanzettlichen Laubblätter bilden eine Rosette. Die trübgrüne, leicht raue Blattspreite ist bis zu 32 Zentimeter lang und 8,5 Zentimeter breit. Die festen, braun gespitzten Zähne am Blattrand sind 2 Millimeter lang und stehen 7 bis 11 Millimeter voneinander entfernt. Der Blattsaft ist gelb.

### Blütenstände und Blüten
Der Blütenstand weist acht bis neun Zweige auf und erreicht eine Länge von 56 bis 65 Zentimeter. Die ziemlich dichten Trauben sind zylindrisch. Endständige Trauben sind 13 bis 21 Zentimeter lang, seitliche erreichen eine Länge von 4 bis 17 Zentimeter. Die dreieckigen Brakteen weisen eine Länge von 11 bis 13 Millimeter auf und sind 3 Millimeter breit. Im Knospenstadium sind sie ziegelförmig angeordnet. Die hellrosafarbenen Blüten stehen an 10 Millimeter langen Blütenstielen. Sie sind 27 bis 28 Millimeter lang und an ihrer Basis verkehrt konisch. Ihre Zipfel sind weiß gerandet, die Blütenoberfläche ist winzig gepustelt. Auf Höhe des Fruchtknotens weisen die Blüten einen Durchmesser von 5 Millimeter auf. Darüber sind sie auf 4,5 Millimeter verengt und schließlich zur Mündung wieder auf 5 Millimeter erweitert. Ihre äußeren Perigonblätter sind auf einer Länge von 15 bis 16 Millimetern nicht miteinander verwachsen. Die Staubblätter und der Griffel ragen 3 bis 7 Millimeter aus der Blüte heraus.

## Systematik und Verbreitung
Aloe pustuligemma ist in Kenia auf Grasland mit zerstreuten Bäumen und Sträuchern in Höhen von 1370 Metern verbreitet.
Die Erstbeschreibung durch Leonard Eric Newton wurde 1994 veröffentlicht.

## Nachweise